# Sự sống đời sau
Sự sống đời sau là một cụm từ thuộc tín ngưỡng theo thuyết mạt thế phản ánh niềm tin về "thế giới hiện tại" là một thế giới khiếm khuyết hoặc bị nguyền rủa và sẽ được thay thế bằng một thế giới khác tốt đẹp hơn trong tương lai. Khái niệm này cũng tương tự như khái niệm về thiên đàng, nhưng thiên đàng là một nơi khác bên ngoài thế giới này.

## Thuyết mạt thế của Do Thái giáo
Trong thuyết mạt thế của Do Thái giáo, sự sống đời sau gọi là Haba Olam. Mặc dù đạo Do Thái tập trung vào tầm quan trọng của thế giới trần gian (Olam Ha'zeh - "thế giới này"), Do Thái giáo truyền thống vần thừa nhận về kiếp sau. Kiếp sau được hiểu như là Olam Haba ("sự sống đời sau"), Gan Eden ("vườn Eden" ở thượng giới, hay Thiên đàng) và Gehinom ("luyện ngục").

## Thuyết mạt thế của Kitô giáo
Trong thuyết mạt thế của Kitô giáo, cụm từ này được tìm thấy trong kinh tin kính Nicea: Tôi trông đợi kẻ chết sống lại và sự sống đời sau. Ngoài ra trong bản kinh Tân Ước của King James cũng có sử dụng cụm từ này.

## Thuyết mạt thế của Hỏa giáo
Trong thuyết mạt thế của Hỏa giáo,sự sống đời sau gọi là Frashokereti, đó là nơi mà Saoshyant sẽ phục sinh cho người chết trong thân xác mà họ đã có trước khi qua đời. Tiếp theo là sự phán xét cuối cùng thông qua các thử thách. Các yazatas  Airyaman và Atar sẽ làm tan chảy kim loại trong các đồi núi, và dòng dung nham sau đó sẽ chảy trên mặt đất như một dòng sông. Tất cả nhân loại - kể cả người đang sống và kẻ chết được hồi sinh - sẽ phải lội qua con sông này, đối với người đạo đức (ashavan) nó sẽ như là một con sông sữa ấm áp, nhưng đối với những kẻ ác đức thì sẽ bị thiêu rụi. Dòng sông sau đó sẽ chảy xuống địa ngục, nơi mà nó sẽ tiêu diệt Angra Mainyu và những di tích cuối cùng của tà ác trong vũ trụ.